# أمنمحات السادس
أمنمحات السادس، (بالإنجليزية: Amenemhet VI)، هو فرعون من فراعنة الأسرة الثالثة عشر، في مصر القديمة، في وقت مبكر خلال المرحلة الانتقالية الثانية في مصر، (1788–1785 ق.م.).

## حياته
كان عضوا كبير في العائلة المالكة. وقد تم ذكر أمنمحات السادس على تورينو الكنسي لائحة الملوك المنقحة خلال عصر الرعامسة. وهي بمثابة مصدر تاريخي أولي بتعلق بالمرحلة الانتقالية الثانية. وحسب عالم المصريات الدنماركي كيم، يذكر ان أسم الملك ذكر في العمود (7TH)، في الصف (10TH). في قائمة ملوك تورينو، في الكرنك. لديه 2 من الأبناء، أمنمحات الخامس واحد منهم.

## حكمه
تولى الحكم بعد الملك أيفني، (1788–1785 ق.م.). في النصف الأول من القرن الثامن عشر. خلال فترة أواخر عصر الدولة الوسطى. لمدة 10 سنوات.